# 比斯特羅夫岩
比斯特羅夫岩（英語：Bystrov Rock）是南極洲的岩層，位於毛德皇后地的阿斯特里德公主海岸，處於伊斯達爾塞加嶺東南面2公里，屬於沃爾塔特山脈中南彼得曼山脈的一部分，現時由南極條約體系管理。

## 外部連結
- . . United States Geological Survey.   [2011-10-12].
- 本条目引用的公有领域材料来自美国地质调查局的文档《比斯特羅夫岩》 （資料來自地名信息系统）。

71°47′S 12°35′E / 71.783°S 12.583°E